# Geraldine Kemper
Geraldine Jane Kemper (Volendam, 26 januari 1990) is een Nederlandse televisiepresentatrice van RTL en vroeger BNN. Ze won door het tv-programma Sterretje Gezocht haar baan als presentatrice bij deze publieke omroep. Van 2015 tot en met 2018 werd Kemper genomineerd voor de Zilveren Televizier-Ster Vrouw.

## Biografie
Kemper studeerde sportmanagement en had een bijbaantje bij haar oom en tante achter de toonbank van een viswinkel in Almere.
Ze was actief bij een atletiekvereniging; dat was ook haar reden om de hbo-studie sport- en marketingmanagement te volgen.
Sinds 2018 heeft Kemper tevens haar eigen kledinglijn.

### BNN
Toen Kemper de oproep zag voor het BNN-programma Sterretje Gezocht meldde ze zich meteen aan. Haar droom was om ooit vj bij  TMF of presentatrice bij BNN te worden.
Er gaven zich in totaal ongeveer achtduizend vrouwen op. Uiteindelijk wist Kemper na acht weken een nieuwe ster van BNN te worden. Ze versloeg in de finale een concurrente met 60% van de jurypunten en 60% van de stemmen van het publiek. Dat betekende dat ze een rol kreeg in de soapserie Onderweg naar Morgen en dat ze presentatrice werd van Try Before You Die. Daarnaast maakte Valerio Zeno tijdens de finale bekend dat de winnares de dag na de finale meteen aan de slag zou gaan als presentatrice van Spuiten en Slikken Zomertour; Kemper verving daarin voor één aflevering Zarayda Groenhart.
Kemper maakte in seizoen 5 van Try Before You Die (2009) haar opwachting, in het gezelschap van Steyn de Leeuwe, Valerio Zeno, Filemon Wesselink, Nicolette Kluijver, Dennis Storm, Zarayda Groenhart en Sander Lantinga. In het uitdagingsprogramma ging ze uitdagingen aan als: "meedoen aan de tough guy challenge", "tongzoenen met een bejaarde man", "in Volendamse kleding op de foto gaan" en "de grootste graancirkel maken".
In 2011 presenteerde zij zelf Try Before You Die 2.

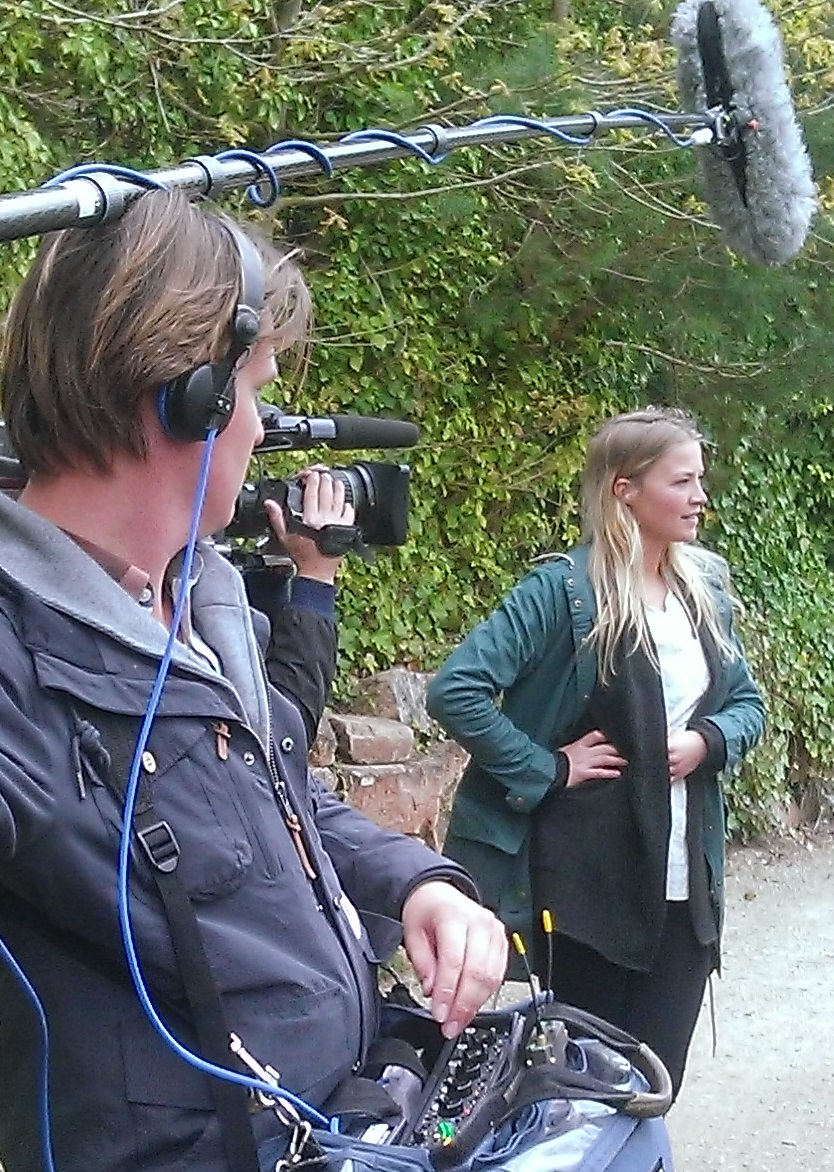
Geraldine Kemper tijdens opnamen voor Spuiten en Slikken (april 2014)

Na haar winst mocht Kemper nog één aflevering van Spuiten en Slikken Zomertour maken als verslaggeefster. Door het vertrek van Filemon Wesselink bij Spuiten en Slikken kregen Nicolette Kluijver en Zarayda Groenhart de plek van Filemon en kwam er dus ook een plek vrij. Kemper, die dus eerder al één aflevering de plek van Groenhart verving, behoorde vanaf seizoen 9 tot het vaste team van Spuiten en Slikken. In Spuiten en Slikken deed ze experimenten onder de noemer Gerries Eerste Keer. Vanaf 2014 nam ze ook de algemene presentatie op zich, samen met Tim Hofman.
Daarnaast presenteerde Kemper vanaf 2012 3 op Reis. Ze trok onder andere naar de Caraïben en maakte een roadtrip door Europa. Voorts presenteerde ze 3 op Reis Summertime. Vanaf 2015 was Kemper met Jan Versteegh te zien in het programma Jan vs Geraldine, een uitbreiding op de BNN-reeks Versus. Kemper presenteerde in 2018 het nieuwe seizoen van Je zal het maar hebben als opvolger van Sophie Hilbrand. In het programma volgde Kemper mensen met een bijzonder verhaal of een bijzondere levenswijze.

#### 101 TV
Kemper presenteerde vanaf 2009 bovendien Trick Mania op 101 TV. Op het internetplatform van BNN 101 presenteerde ze Repo en Lekker Langzaam.

### RTL
Op 4 april 2019 tekende Kemper een contract bij RTL. Per 1 juni van datzelfde jaar ging zij aan de slag als verslaggever en backstagepresentatrice van The voice of Holland. In november werd de eerste presentatieklus van Kemper aangekondigd, een programma waarin ze gebroken families weer herenigt. Begin 2020 presenteerde ze het Videoland-programma Expeditie Robinson: NL vs BE en in het najaar van 2020 kwam Kemper met het programma Geraldine en de Vrouwen, waarin ze zes vrouwen volgt die te maken hebben gehad met (de gevolgen van) seksueel geweld. Sinds 2021 presenteert Kemper de terugkeer van Big Brother op RTL 5, m.u.v. de liveshows van 29 januari 2022 en 5 februari 2022. Deze shows kon zij niet presenteren omdat ze positief werd getest op corona. Deze twee liveshows werden daarom overgenomen door Bridget Maasland.

### Overige televisieoptredens
Kemper nam deel aan Expeditie Robinson 2013, waarin zij samen met voormalig judoka Edith Bosch en danseres Anna-Alicia Sklias de finale speelde. Bosch eindigde als eerste. In de week voor kerstmis was zij een van de slaapgasten in het Glazen Huis van 3FM Serious Request. Op 3 maart 2021 zat ze in de eerste aflevering van het nieuwe seizoen van Rooijakkers over de vloer van Art Rooijakkers. Op 26 november 2021 zat ze in The Masked Singer, waar ze verkleed als de ‘mopshond’ aan meedeed.

### Podcast
Sinds 2022 maakt Kemper samen met Gwen van Poorten de wekelijkse podcast De Grote Gwen en Geraldine Show, geproduceerd door Tonny Media.

## Filmografie

### Film
- Sterke verhalen (2010)

### Televisie

#### Acteren
- Onderweg naar Morgen – BNN – 2010 – als Monique (seizoen 17)

#### Presentatie
- Spuiten en Slikken Zomertour – BNN – 2009 – 1 aflevering
- Spuiten en Slikken – BNN – 2009-2016
- Try Before You Die – BNN – 2009-2010
- Trick Mania – 101 TV – 2009
- Lekker Langzaam – 101 TV – 2010
- 101 Repo – 101 TV – 2010
- Try Before You Die 2 – BNN – 2011
- Nu we er toch zijn op vakantie – BNN – 2011
- 3 op Reis Summertime – BNN – 2012
- 3 op Reis – BNN / BNNVARA – 2012-2020
- De Nationale 2012 Test – BNN – 2012
- The Next MC – 101 TV – 2013
- De Nationale 2013 Test – BNN – 2013
- De Social Club – BNN – 2014
- Ruben vs Geraldine – BNN – 2014
- De Nationale 2014 Test – BNN – 2014
- 3 op Reis Backpack – BNN – 2015
- De Nationale Reistest 2015 – BNN – 2015
- Jan vs Geraldine – BNN – 2016
- Proefkonijnen – BNN – 2016-2017
- Misbruikt – BNNVARA – 2017
- Verkracht of niet? – BNNVARA – 2017
- De Nationale 2017 Test – BNNVARA – 2017
- I Love The 90's Test – BNNVARA – 2018
- De Nationale Reistest 2018 – BNNVARA – 2018
- Trippers – BNNVARA – 2018
- Je zal het maar zijn – BNNVARA – 2018
- Lust For Life Test – BNNVARA – 2019
- De Nationale Reistest 2019 – BNNVARA – 2019
- Expeditie Robinson: NL vs BE – Videoland en VIER – 2020
- The voice of Holland (backstage) – RTL 4 – 2020-2021
- Geraldine en de vrouwen – RTL 4 – 2020
- Big Brother – RTL 5 & VIER – 2021-heden
- Five Days Inside – RTL 5 – 2021-heden[13]
- Expeditie Robinson: All Stars – RTL 4 – 2022[14]
- Tussen de Lakens met Geraldine − Videoland − 2022-heden

#### Kandidaat
- Sterretje Gezocht – BNN – 2009
- Wat vindt Nederland? - RTL - 2011
- Expeditie Robinson – RTL – 2013
- Chantal blijft slapen – RTL – 2016
- Quickest Quiz – BNNVARA – 2017
- De Jongens tegen de Meisjes – RTL – 2018
- Praat Nederlands met me – RTL – 2019
- Britt's Beestenbende – AVROTROS – 2020
- Oh, wat een jaar! – RTL – 2020
- Rooijakkers over de vloer – RTL – 2021
- Weet Ik Veel – RTL – 2022
- Fout maar goud - RTL - 2022
- Het perfecte plaatje – RTL – 2022
- DNA Singers – RTL – 2023 (als panellid)
- Het Jachtseizoen — SBS — 2023
- Ik hou van Holland — SBS — 2024

## Varia
- Kemper is een nichtje van zangeres Maribelle[3] en voormalig voetballer Kees Kwakman. Ze is de achternicht van Simon Keizer.
- Ze heeft in 2009 geposeerd voor het tijdschrift FHM.
- Kemper wordt betaald door van Vitakruid, een leverancier van voedingssupplementen en maakt voor dat bedrijf reclame op haar Instagram account. Dat bedrijf adviseert meer supplementen te gebruiken dan de Gezondheidsraad adviseert.[15]